# Record d'una nit
 Record d'una nit  (original: Remember the Night) és una pel·lícula estatunidenca de Mitchell Leisen estrenada el 1940. Ha estat doblada al català.

## Argument
Just abans de Nadal, Lee Leander, lladre de petits furts, és detinguda per haver intentat robar un braçalet a l'aparador d'una botiga de joies. La jove es troba al tribunal on es decideix traslladar el seu judici al final de les festes de cap d'any. Afligit per veure-la passar Nadal a la presó, el procurador John Sargent organitza el seu alliberament sota fiança i decideix portar-la amb la seva família al camp a passar les festes. Després d'algunes peripècies de viatge, Lee descobreix l'acollidora família del procurador i es dedica a aquest petit món ple de bons sentiments. John acabarà enamorant-se de la delinqüent cosa que li suposarà una seriós dilema.

## Repartiment
- Barbara Stanwyck: Lee Leander
- Fred MacMurray: John Sargent
- Beulah Bondi: Sra. Sargent
- Willard Robertson: Francis X. O'Leary
- Sterling Holloway: Willie Simms
- Charles Waldron: El jutge de Nova York
- Paul Guilfoyle: Fiscal de Districte
- Charles Arnt: Tom
- John Wray: Hank
- Thomas W. Ross: M. Emory
- Fred 'Snowflake' Toones: Rufus
- Tom Kennedy: 'Fat' Mike
- Georgia Caine: La mare de Lee
- Virginia Brissac: Sra. Emory
- Spencer Charters: El jutge de Rummage Sale